# Manon Vernay
Manon Vernay (født 7. januar 1989) er en kvindelig australsk håndboldspiller. Hun spiller på Australiens håndboldlandshold, som målvogter. Hun repræsenterede Australien, under VM 2019 i Japan.